# معامل صادي

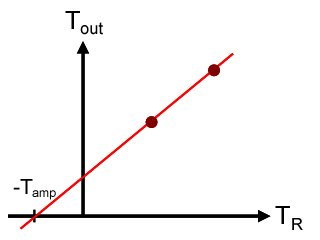

إن طريقة المعامل الصادي هي تقنية شائعة الاستخدام لقياس التضخيم ودرجة حرارة الضجيج في المضخم. وتعتمد تلك التقنية على الضجيج الحراري للمقاومة الكهربائية عند درجتي حرارة مختلفتين ومعلومتين.
لننظر إلى مضخم موجات صُغرية تبلغ قيمة المعاوقة 50 أوم ومقاومة كهربائية قيمتها 50 أوم متصل بمدخل المضخم. إذا كانت المقاومة الكهربائية عند درجة حرارة  فيزيائية TR, فإن قوة الضجيج الحراري مقرونة بمدخل المضخم تكون PJ = kBTRB, حيث kB هي ثابت بولتزمان وB هي عرض المحزم. وتكون قوة الضجيج عند مخرج المضخم (أي قوة الضجيج مقترنة بحمل المقاومة المطابق المتصل بمخرج المضخم) Pout = GkB(TR+Tamp)B, حيث G هي تضخيم قوة المضخم وTamp هي درجة حرارة الضجيج في المضخم. في تقنية المعامل الصادي، يتم قياس Pout لقيمتين معلومتين ومختلفتين من TR. Pout ثم يتم تحويلها إلى درجة حرارة فعالة Tout (بوحدات كلفن) بقستمها على kB وعرض محزم القياس B. ثم يتم رسم قيمتي Tout كدالة TR (أيضًا بوحدات الكلفن), ويتم رسم خط مناسب لتلك النقاط (انظر الشكل). ويكون انحدار الخط مساويًا لتضخيم قوة المضخم. وتكون نقطة الحصر السيني للخط مساوية للقيمة السالبة لدرجة حرارة ضجيج المضخم - Tamp بوحدة الكلفن. ويمكن أيضًا تحديد درجة حرارة ضجيج المضخم من نقطة الحصر الصادي، التي تكون مساوية لـ Tamp مضروبًا في قيمة التضخيم.